# Lube Boszkoski
Lube Boszkoski (lub Ljube Boškoski, cyryl. Љубе Бошкоски, ur. 24 października 1960) – macedoński polityk, minister spraw wewnętrznych Macedonii w latach 2001–2002. Zwany też bratem Lube.

## Edukacja
Lube Boszkoski urodził się w 1960 w Czełopku w gminie Brwenica niedaleko Tetowa w Macedonii. W 1985 ukończył prawo na Uniwersytecie św. Cyryla i Metodego w Skopju, po czym został praktykantem w sądzie. W latach 1986–1998 był prawnikiem Funduszu Ubezpieczeń Zdrowotnych w Rovinj w Chorwacji.

## Kariera polityczna
W 1998 po sukcesie wyborczym prawicowej partii WMRO-DPMNE, Lube Boszkoski został wicedyrektorem Służby Bezpieczeństwa i Kontrwywiadu. 31 stycznia 2001 objął stanowisko sekretarza stanu w Ministerstwie Spraw Wewnętrznych. 15 maja 2001 objął stanowisko ministra spraw wewnętrznych, które zajmował do 5 września 2002.
We wrześniu 2002 został członkiem parlamentu. W kwietniu 2004 zamierzał wziąć udział w wyborach prezydenckich. Zebrał wymagane 10 tys. podpisów, jednakże Komisja Wyborcza odrzuciła jego kandydaturę z powodu niewypełnienia kryterium 15-letniego stałego zamieszkiwania Macedonii.

## Oskarżenia i proces
W maju 2004 komisja parlamentarna uchyliła immunitet poselski Lube Boszkoskiemu. W sierpniu 2004 Boszkoski został aresztowany w Puli w Chorwacji i oskarżony o zaangażowanie w morderstwo 6 uzbrojonych Pakistańczyków w miejscowości Rasztanski Lozja. 2 marca 2002 zostali oni zastrzeleni przez macedońskie jednostki specjalne jako podejrzani o terroryzm. Boškoski był w tym czasie ministrem spraw wewnętrznych. W kwietniu 2005 sąd w Skopje uniewinnił 4 osoby oskarżone w tej sprawie.
W grudniu 2004 Lube Boszkoski został oskarżony przez Międzynarodowy Trybunał Karny dla byłej Jugosławii (ICTY) o złamanie prawa w czasie wojny domowej w Macedonii w 2001. Trybunał oskarżył go o przyczynienie się do zabójstwa 10 cywilów w sierpniu 2001 w czasie ofensywy lądowej macedońskich służ bezpieczeństwa w miejscowości Luboten, zamieszkanej przez Albańczyków. Według Trybunału Boszkoski jako minister spraw wewnętrznych de facto i de iure nadzorował funkcjonariuszy służb, biorących udział w zabójstwie.
W marcu 2005 Boszkoski został przetransportowany do Hagi. 16 kwietnia 2007 rozpoczął się jego proces oraz współoskarżonego Johana Tarczulowskiego. 10 lipca 2008 ICTY zakończył postępowanie i uniewinnił Lube Boszkoskiego z wszystkich zarzutów. 11 lipca 2008 Boszkoski wrócił do Skopja.